# Lera Auerbach
Walerija Lwowna Auerbach, (ros. Валерия Львовна Ауэрбах; ur. 21 października 1973 w Czelabińsku na Uralu w ZSRR) – amerykańska kompozytorka i pianistka rosyjskiego pochodzenia, a także poetka i prozatorka tworzącą w języku rosyjskim.

## Młodość i edukacja
Urodziła się w artystycznej rodzinie rosyjskich Żydów. Jej dziadek był poetą i bibliofilem. Matka, pochodząca z wielopokoleniowej rodziny muzyków, była nauczycielką gry na fortepianie. Uczyła również małą Lerę, która od wczesnego dzieciństwa wykazywała niezwykłe uzdolnienia muzyczne. Zaczęła komponować już w wieku 4 lat, krótko po tym, jak matka wyjaśniła jej jak czytać nuty i zapisywać muzykę.
Po raz pierwszy wystąpiła publicznie w wieku 6 lat. Dwa lata później dała koncert solowy z towarzyszeniem orkiestry. Mając 11 lat skomponowała operę, która okazała się artystycznym wydarzeniem i była wystawiana podczas tournée po Związku Radzieckim. W 1991 odmówiła powrotu do ZSRR, po ukończeniu tournée, na które w wieku 17 lat wyjechała do Stanów Zjednoczonych. Była jednym z ostatnich radzieckich artystów, którzy wystąpili o azyl w USA.
Auerbach studiowała w Juilliard School kompozycję u Miltona Babbitta i fortepian u Josepha Kalichsteina. W 1998 wspierana przez stypendium Sorosów (The Paul & Daisy Soros Fellowships for New Americans), ukończyła studia podyplomowe w klasie fortepianu, otrzymując tytuł MFA (Master of Fine Arts). Ukończyła również Hochschule für Musik w Hanowerze, studiując trybem indywidualnym w klasie fortepianu.

## Kariera artystyczna

### Pianistka
Jako pianistka koncertująca zadebiutowała w 2002 w nowojorskiej Carnegie Hall, wykonując własną Suite for Violin, Piano and Orchestra. W partii skrzypiec wystąpił Gidon Kremer, który także dyrygował towarzyszącą im orkiestrą Kremerata Baltica. Występowała także w Moskiewskim Konserwatorium, Tokyo Opera City Tower, nowojorskim Lincoln Center, monachijskim Herkulessaal, Oslo Konserthus, Symphony Center w Chicago, Kennedy Center w Waszyngtonie i in.

### Kompozytorka
Kompozycje Auerbach były wykonywane i zamawiane przez wielu artystów, orkiestry oraz sceny operowe i baletowe, wśród których byli Gidon Kremer i Kremerata Baltica, Emerson String Quartet, pianistka Wu Han, skrzypek Vadim Gluzman, Tokyo String Quartet, Parker and Petersen String Quartets, niemieckie radiowe orkiestry symfoniczne SWR i NDR oraz Den Kongelige Ballet i in. Komponuje również na zamówienie festiwali muzycznych, m.in. Caramoor International Music Festival, Schleswig-Holstein Musik Festival oraz festiwali w Lucernie, Lockenhaus, Bremie. W 2009 Auerbach była composer in residence dwóch festiwali: Pacific Music Festival w Sapporo i West Cork Chamber Musical Festival w Irlandii.
W związku z obchodami 200. rocznicy urodzin Hansa Christiana Andersena, Duński Balet Królewski (Den Kongelige Ballet) zamówił u Lery Auerbach nowoczesną wersją klasycznej baśni Andersena Mała syrenka. Premiera baletu odbyła się w kwietniu 2005, w nowo otwartej Operze w Kopenhadze.
W 1997 Auerbach skomponowała Double Concerto for Violin, Piano, and Orchestra, op. 40, ale jego premiera odbyła się dopiero 15 grudnia 2006 W Stuttgarcie, w wykonaniu Stuttgart Radio Symphony Orchestra pod dyrekcją Andrzeja Boreyki. Solistami byli skrzypek Vadim Gluzman i pianistka Angela Yoffe. Cztery lata później, 13 lutego 2010 miała miejsce amerykańska premiera tego koncertu, w wykonaniu Jennifer Koh (skrzypce) i Benjamin Hochman (fortepian), z towarzyszeniem Fort Wayne Philharmonic Orchestra pod dyrekcją Andrew Constantine'a.
W 2007 roku jej I symfonia Chimera miała światową premierę w Düsseldorfie, w wykonaniu Düsseldorf Symphony pod dyrekcją Johna Fiore'a
. Inne premiery z 2007 roku to: II symfonia Requiem for a Poet z Hanowerską Orkiestrą Radiową NDR, a także A Russian Requiem (do rosyjskich prawosławnych tekstów sakralnych i poezji Aleksandra Puszkina, Gawriiły Dierżawina, Michaiła Lermontowa, Borisa Pasternaka, Osipa Mandelsztama, Aleksandra Błoka, Zinaidy Gippius, Anny Achmatowej, Iosifa Brodskiego i in.) w wykonaniu orkiestry symfonicznej z Bremy, Łotewskiego Chóru Narodowego i Chóru Chłopięcego Chóru Opery Estońskiej.
W listopadzie 2011 w wiedeńskim Theater an der Wien wystawiono skomponowaną przez Auerbach operę bazującą na dramacie Gogol również jej autorstwa
W lipcu 2013 w nowojorskim Lincoln Center odbyło się kontrowersyjne wystawienie Opery a cappella The Blind (na podstawie dramatu Maurice'a Maeterlincka), w reżyserii Johna La Bouchardière'a, podczas którego publiczność przez cały czas miała zawiązane na oczach opaski.

### Poetka i prozatorka
Lera Auerbach zajmuje się także literaturą piękną. Wśród jej opublikowanych utworów znajduje się pięć tomików poezji, dwie nowele, utwory prozatorskie i ponad sto prac zamieszczonych w rosyjskojęzycznych gazetach i czasopismach literackich.
International Pushkin Society uhonorowało ją w 1996 tytułem Poet of the Year. Otrzymała także Poetry Prize of the Year od największego na Zachodzie rosyjskojęzycznego czasopisma „Novoye Russkoye Slovo”.
W 2000 była przewodniczącą jury w International Pushkin Poetry Competition.

## Wybrane kompozycje
|  | - Preludes C&V, balet (2005) - The Little Mermaid, op. 80, balet (2006) - Gogol, opera (2011) - The Blind, opera (2012) - Tatjana, balet (2014) - Dialogue with Time, op. 39b (1997) - Double Concerto na skrzypce, fortepian i orkiestrę, op. 40 (1997) - Concerto No. 1 na skrzypce i orkiestrę, op. 56 (2000–2003) - Suite Concertante. op. 60 (2001) - Serenade for a Melancholic Sea, op. 68 (2002) - Concerto No. 2 na skrzypce i orkiestrę, op. 77 (2004) - Dreams and Whispers of Poseidon (2005) - Dialogues on Stabat Mater (2005) - Symphony No. 1 „Chimera” (2006) - Requiem for Icarus (2006) - Symphony No. 2 „Requiem for a Poet” (2007) - Russian Requiem (2007) - Fragile Solitudes (2008) - Post Silentium (2012) - String Symphony No. 1 „Memoria de la Luz” (2013) - Symphony No. 3 „The Infant Minstrel and His Peculiar Menagerie”, na skrzypce, chór i orkiestrę (2016) - Violin Concerto No. 4 (2017) | - Piano trio, op. 28 (1992–1996) - Tweny-four Preludes na skrzypce i fortepian, op. 46 (1999) - Suite na skrzypce i fortepian, op. 46a (1999) - Twenty-four Preludes na wiolonczelę i fortepian, op. 47 (1999–2008) - Suite na wiolonczelę i fortepian, op. 47a (1999) - Postlude, op. 47b (1999) - Three Dances in the Old Style, op. 54 (2000) - Sonata no. 1 na skrzypce i fortepian, op. 57 (2000) - Five Preludes (2000) - Oskolki, op. 61 (2001) - Sonata no. 2 na skrzypce i fortepian (september 11,) op. 63 (2001) - Sonata na wiolonczelę i fortepian, op. 69 (2002) - String quartet no. 1, op. 79 (2004) - Epilogue (2005) - String quartet No. 2 „Primera Luz” (2006) - Postlude (2006) - String quartet No. 3 „Cetera Desunt” (2006) - Sonata No. 3 na skrzypce i fortepian (2006) - String quartet No. 4 „Findings” (2007) |

## Wybrana dyskografia
- Tolstoy's Waltz - Pasternak, Etc / wykonawcy: Chiyuki Urano, Lera Auerbach / BIS Records, 2005
- Auerbach: Preludes Op 41, Ten Dreams Op 45, Etc / kompozytor i wykonawca: Lera Auerbach / BIS Records, 2006
- Auerbach: Celloquy / kompozytor: Lera Auerbach, wykonawcy: Ani Aznavoorian, Lera Auerbach / Cedille Records, 2013
- Auerbach: Arcanum, Shostakovich: 24 Preludes / kompozytorzy: Dmitri Shostakovich, Lera Auerbach, wykonawcy: Lera Auerbach, Kim Kashkashian / Ecm, 2016